# Resnik (Czarnogóra)
Resnik (cyr. Ресник) – wieś w Czarnogórze, w gminie Bijelo Polje. W 2011 roku liczyła 3056 mieszkańców.